# Poema en prosa
La poesía en prosa es una forma de texto híbrido que no es ni relato ni poema en el sentido tradicional, lo que complica su definición. Se considera, sin embargo, que constituye una unidad.
Las fuentes principales de confusión parecen ser:
1. La identificación de este género con la forma del verso libre, ver Walt Whitman;
2. La identificación de este género con el género lírico antiguo (en tanto diferente del drama y la epopeya), ver Hölderlin y Novalis;
3. La identificación de este género con la traducción o transcripción de obras del folklor o arcaicas (v.g. porciones de la Biblia, pseudo Ossian) que a los ojos del lector participan de la fuerza evocativa y pintoresco del lenguaje poético, ver Macpherson y Christian Andersen;
4. La identificación de este género con el regreso a los temas de la cotidianidad en poesía y a su léxico, ver Heine y Baudelaire.

El poema en prosa tiene su origen en la prosa poética. La prosa poética sigue empero siendo prosa, un recurso suplementario del novelista o una marca de estilo, sin conformar por ello un poema.

## Origen

### 1. El romanticismo  la poesía y el ciclo de Ossian
En los alrededores de 1800, en pleno romanticismo, se percibe una propensión progresiva de los autores hacia la estética de lo absoluto (estética de lo sublime a partir de objetos visibles cuyas propiedades participan de la demasía, de lo infinito o sin límites). Esta tendencia vuelve a despertar el interés por la poesía como más afín a estos objetos, en abierta oposición al Siglo de las Luces que la consideraba un mero vehículo. Aunque la forma de los poemas se hace más libre, la constricción del verso a las reglas del ritmo y de la métrica choca algunos temperamentos.  Chateaubriand, por ejemplo, prefiere escribir una epopeya en prosa poética Los mártires (1809) a aventurarse en la forma todavía rígida de la poesía.

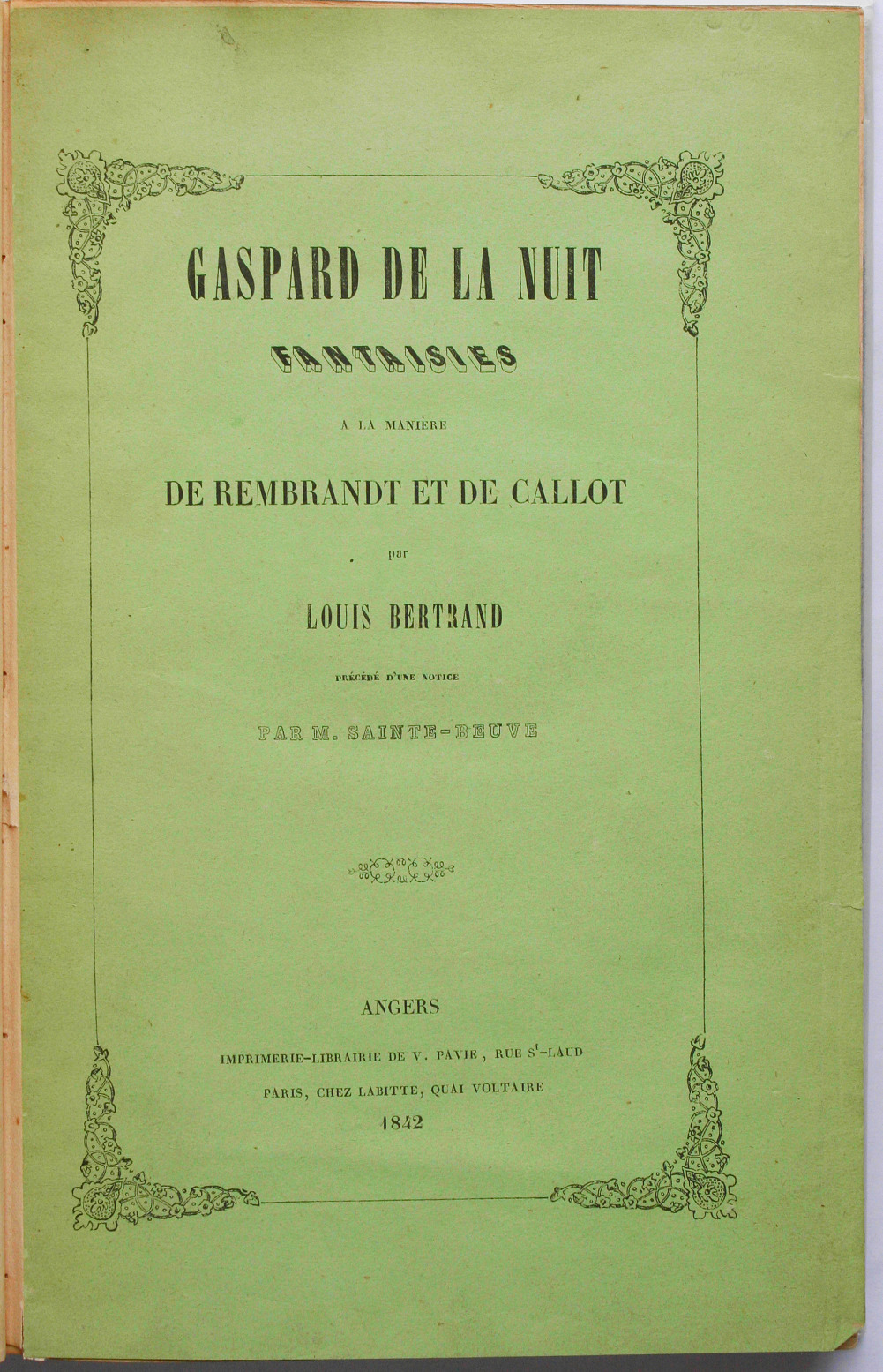
Portada de la edición princeps de 1842 de Gaspar de la noche.

La supuesta traducción en prosa por James Macpherson de la epopeya de Fingal, iniciada en 1761 y recopilada un año después con la anexión de nuevos versos en Las obras de Ossian, será determinante para una primera aceptación de la estética formal de este género. Se trata de una obra extremadamente popular en todo el ámbito occidental de la época, porciones de la cual serán traducidas al alemán por Goethe en Werther, al tiempo que es también la obra preferida de Napoleón o Walter Scott. La posibilidad abierta del poema en prosa, no tarda en ser puesta en práctica, aunque se siga respaldando en la justificación de la traducción de poemas extranjeros o antiguos, tal como Canciones malgaches de Évariste Parny (Chansons Madécasses, 1787) o La Guzla de Mérimée (1827) en francés.
Poco a poco el género se concretiza y asume: Maurice de Guérin con El Centauro (escrito 1837, publicado 1840) y La bacante (publicada hasta 1862); mientras en 1838, Xavier Forneret publica una recopilación con el título significativo de Vapores, ni verso ni prosa (Vapeurs, ni vers ni prose); finalmente Jules Lefèvre-Deumier con El libro del viandante (Livre du promeneur, 1854).

### 2. Aloysius Bertrand
Es en este contexto que se publica en 1842, Gaspar de la noche. Fantasías a la manera de Rembrandt y de Callot, la obra póstuma de Aloysius Bertrand, fallecido el año anterior de una recaída tuberculosa en el hospital, en una época en que sólo los destituidos se morían en el hospital (cama n.º 26 de la Sala San Agustín del hospital Necker) y considerado el libro fundador del poema en prosa en Francia. Aloysius Bertrand utiliza la forma de la balada medieval para evocar escenas oníricas o fantásticas en prosa, privilegiando las impresiones al relato. Es a este autor al que se considera el verdadero iniciador del género, aunque algunos críticos del siglo XIX dieran la preferencia a Maurice de Guérin.

## Baudelaire y la consagración del género
Caído en el olvido, será Baudelaire quién redescubra el libro de Bertrand, del que se inspira para su colección de Pequeños poemas en prosa,  conocido por su subtítulo de Spleen en París, título que pasa a consagrar el nuevo género. En la carta de 1862 a su editor Arsène Houssaye y que sirve de prefacio a la publicación póstuma de 1869, Baudelaire explica que la prosa es más apta a transcribir la sensibilidad moderna, sobre todo aquella de la ciudad, que deviene uno de los temas predilectos del poema en prosa:

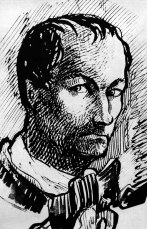
Charles Baudelaire, autorretrato, 1860.

"Tengo una confesión qué hacer. Y es que fue hojeando, por la vigésima vez al menos, el famoso Gaspar de la noche de Aloysius Bertrand (un libro conocido de usted, de mí y de algunos amigos, ¿no tendría el derecho a ser llamado famoso?) que me vino la idea intentar algo análogo, aplicando a la descripción de la vida moderna, o mejor dicho, de una vida moderna abstracta, el proceder que él aplicó a la pintura de la vida antigua, tan extrañamente pintoresca".
Tras sus Pequeños poemas en prosa, las recopilaciones en este género se multiplican. Mallarmé contribuye, al igual que el Rimbaud de las Iluminaciones, Tristan Corbière o Charles Cros, entre otros. No cabe duda de que este género preparó el terreno para la emergencia del verso libre.
La poesía en prosa es un género difícil de delimitar que se presenta con frecuencia como un relato breve, del que se distingue de inmediato por un lenguaje evocador en imágenes y sonoridades, la transmisión de impresiones fuertes y la ausencia de un personaje bien definido. No obstante, siempre hay la posibilidad de obras inclasificables, habiendo quien considera que Una temporada en el infierno de Rimbaud, es más un testimonio que un poema. En este sentido, a finales del segundo imperio, el conde de Lautréamont publicó los Cantos de Maldoror (1869), en dónde se mezclan auténticos poemas en prosa (que constituyen una unidad en sí mismos), fragmentos de novela, descripción de sueños y obsesiones, unificados por el personaje de Maldoro.